# マーダヴ・ラーオ・ナーラーヤン
マーダヴ・ラーオ・ナーラーヤン（マラーティー語：सवाई माधवराव पेशवे, 英語：Madhav Rao Narayan, 1774年4月18日 - 1795年10月27日）は、インドのデカン地方、マラーター王国の世襲における第7代宰相（ペーシュワー、1774年 - 1795年）。マラーター同盟の盟主でもある。マーダヴ・ラーオ2世（Madhav Rao II）、サワーイー ・マーダヴ・ラーオ（Sawai Madhav Rao）とも呼ばれる。

## 生涯

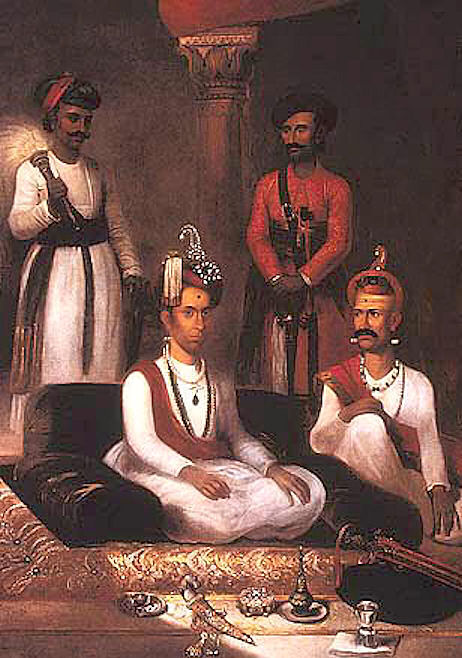
マーダヴ・ラーオ・ナーラーヤンとナーナー・ファドナヴィース

1774年4月18日、マーダヴ・ラーオ・ナーラーヤンは、1773年8月の父ナーラーヤン・ラーオの死後に生まれた。父は叔父の宰相ラグナート・ラーオに暗殺されていた。
これにより、同年5月28日にマーダヴ・ラーオは財務大臣ナーナー・ファドナヴィースによりマラーター王国の宰相に任命され、ラグナート・ラーオは廃位された。
だが、ラグナート・ラーオはイギリスに援助を求め、1775年3月6日にスーラト条約を結び、第一次マラーター戦争を引き起こした。この戦争は7年にわたり続き、1782年5月17日のサールバイ条約による講和で終結した。
マラーター王国の全権を握っていたのは、宰相マーダヴ・ラーオではなく、強力な財務大臣ナーナー・ファドナヴィースだった。一応、同盟のマラーター諸侯は独自に行動しながらもプネーの宰相府の彼を中心に緩やかな連携を保っていた。
北インドに勢力を張っていたシンディア家の当主マハーダージー・シンディアは自国の近代化を進め、1784年12月にはムガル帝国の摂政と軍総司令官となっていた。
そして、1790年9月9日にムガル帝国の皇帝シャー・アーラム2世に自分を北インドにおける王国宰相の代理であることに認めさせ、宰相マーダヴ・ラーオ・ナーラーヤンを皇帝代理人に任じさせた。彼とナーナー・ファドナヴィースは同盟の権威を最高潮にまで高めた人物であった。
だが、ナーナー・ファドナヴィースとマハーダージーとの関係は相当悪かったことが知られている。マハーダージーは宰相府における権力闘争では、ナーナー・ファドナヴィースに敵対する派閥に肩入れしていた。
とはいえ、マラーター諸侯はマーダヴ・ラーオ・ナーラーヤンを擁するナーナー・ファドナヴィースを同盟の事実上の盟主と見なし、緩やかな連携を組んでいた。
1795年10月25日、マーダヴ・ラーオ・ナーラーヤンは突如として、宰相府プネーの宮殿シャニワール・ワーダーから飛び降り自殺を図り、2日後の27日に死亡した。自殺の理由はよくわかっていないが、ナーナー・ファドナヴィースの専横に耐え切れなくなったのだとされている。
マーダヴ・ラーオ・ナーラーヤンには後継者がおらず、マラーター同盟では諸侯によって宰相位をめぐる争いが起こり、1796年12月4日にラグナート・ラーオの息子バージー・ラーオ2世が宰相となった。